# Marie-Joseph-Mélite Roullet de La Bouillerie

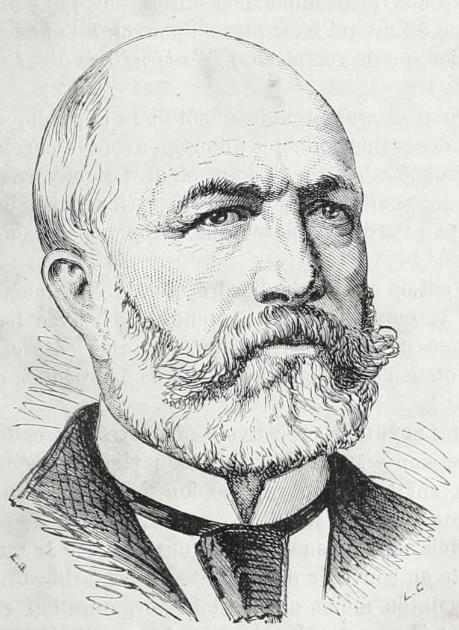
Marie-Joseph-Mélite Roullet de La Bouillerie

Marie-Joseph-Mélite Roullet de La Bouillerie (* 17. März 1822 in Paris; † 24. September 1894 in Cheviré-le-Rouge) war ein französischer Politiker und Bankier.

## Leben
Er war der Sohn von Alphonse Roullet de La Bouillerie, Generalkassierer der Zivilliste und später Intendant des Kronschatzes während der Restauration, der Neffe von François Roullet de La Bouillerie und der Enkel von Arnaud de Laporte. Er heiratete Sophie Delahante, die Tochter des Bankiers Gustave Delahante und Enkelin des Admirals René Armand Le Vasseur de Villeblanche.
La Bouillerie war 1846 Prokurist der Bank von Adrien Delahante und Mitglied des Verwaltungsrates der Mines de la Loire, der Crédit Industriel et Commercial, des Sous-Comptoir du Commerce et de l’Industrie (Subkontor für Handel und Industrie), der Banque de l’Indochine, der Union Générale und verschiedener brasilianischer, portugiesischer und spanischer Eisenbahngesellschaften. La Bouillerie war auch einer der Gründer und ersten Direktoren der Chantiers et Ateliers de l’Océan (Werften und Werkstätten des Ozeans).
Während des Zweiten Kaiserreichs war er Unterpräfekt in Argentan, dann in Sarlat und Verdun und schließlich Generalsekretär in Nancy.
Als wohlhabender Grundbesitzer im Département Maine-et-Loire wurde er am 8. Februar 1871 von diesem Département als Abgeordneter in die Nationalversammlung der Dritten Republik gewählt. Er nahm einen Platz in den Reihen der katholischen Legitimisten ein, trat der Versammlung der Reservisten bei, unterzeichnete den Antrag auf Wiedereinführung der Monarchie sowie die Adresse der konservativen Abgeordneten an den Papst zugunsten des Syllabus errorum und stimmte im Einzelnen:
- am 1. März 1871 für den Frieden;
- am 16. Mai für öffentliche Gebete;
- am 10. Juni für die Aufhebung der Verbannungsgesetze;
- am 22. Juli für die Petitionen der Bischöfe, die „die Aufmerksamkeit der Regierung auf die unerträgliche Situation, die dem Papst durch die italienische Regierung bereitet wird, und auf die Notwendigkeit, Abhilfe zu schaffen“, lenkten;
- am 30. August für die verfassungsgebende Gewalt der Versammlung;
- am 3. Februar 1872 gegen die Rückkehr der Versammlung nach Paris;
- am 24. Mai 1873 für den Rücktritt von Adolphe Thiers.[1]

Am darauffolgenden Tag wurde La Bouillerie in das erste von Marschall de Mac-Mahon initiierte und von Albert de Broglie geleitete „Kampfkabinett“ berufen; er übernahm das Portefeuille für Landwirtschaft und Handel. Im nächsten, wegen der Abstimmung über das Septennat gebildeten, neuen Kabinett war er nicht mehr vertreten.
La Bouillerie stimmte außerdem am 16. Mai 1874 gegen das Ministerium de Broglie, am 30. Januar 1875 gegen den Änderungsantrag Wallon und am 25. Februar gegen die Gesamtheit der Verfassungsgesetze. Er gehörte keiner weiteren Legislaturperiode an.
La Bouillerie war Träger des Ordens der Eisernen Krone und des Gregoriusordens. Er erhielt durch päpstliches Breve vom 2. April 1887 den Titel eines erblichen römischen Grafen.